# Istvánffy Benedek
Istvánffy Benedek (Szentmárton (Pannonhalma) 1733 – Győr, 1778. október 25.) zeneszerző, karnagy, orgonista. A XVIII. századi késő barokk-kora klasszicista zeneművészet egyetlen európai színvonalú magyar képviselője.

## A zeneszerző életútja

### Az Istvánffy család
Az Istvánffy névvel a 16. századi magyar történelemben többször találkozhatunk: a törökökkel vívott csaták hősei, a rendi közigazgatás magas rangú tisztségviselői és a magyar kultúra jeles képviselői kerültek ki a család tagjai közül. Aztán a 17. századtól kezdve már csak szórványosan fordul elő az írott forrásokban az Istvánffy név. A rendelkezésre álló adatok nem teszik lehetővé egy folyamatos, több évszázadon átívelő családfa felvázolását. Nem lehet tudni pontosan, hogy a zeneszerző a család melyik ágához tartozott, ahogy azt sem, hogy a gazdag, nagy befolyású, a török harcokban jeleskedő dinasztia hogyan szegényedett el.
Tagjai a XVIII. században már szerény körülmények között élő, egyházi muzsikusok voltak.
Az 1700-as években különböző városokban hivatásos zenészként működő Istvánffyakról maradtak fent adatok. A városi jegyzőkönyvek szűkszavúsága folytán e muzsikusok életútját csak igen töredékesen lehet rekonstruálni. Szakolcán a ferences rendi kolostorban Istvánffy Lőrinc tanította zenére Paulin Bajant az 1730-as években. Ez az Istvánffy azonos lehetett azzal az Istvánffy Lőrinccel, aki (egy általa másolt Galuppi mű címlapjának feljegyzése szerint) 1782-ben a kassai plébániatemplom torony zenészi állását töltötte be, majd a itt is halt meg 1785-ben. Istvánffy Lőrinc zeneszerzőként is tevékenykedhetett: a kassai dóm kottatárában fennmaradt két Salve Reginája. Ezeknek stílusa Istvánffy Benedek érett kori műveihez áll közel, ezért valószínűsíthető, hogy a két Istvánffy a család egy azon generációjához tartozott. Az 1780-as évek végén Pécsen is feltűnt egy Istvánffy nevet viselő zenész: Pál a Jakab-hegyi pálos kolostor orgonistájaként működött 1788-ban. Hogy a Magyarország különböző pontjain felbukkanó Istvánffyak egymással milyen rokoni viszonyban álltak, arról csak feltételezések vannak.

### Tanulóévek
Istvánffy Benedek 1733-ban született a mai Pannonhalmán (korabeli nevén Szentmártonban). Szülei hét gyermeke közül ő volt a második. Apja Istvánffy József (1703-1771) a bencés kolostor orgonistája és zenetanára volt. Ő lehetett fia első mestere, akitől Benedek elsajátította a legalapvetőbb zenei ismereteket. Benedek 1741-ben született öccse, Elek, szintén jó muzsikus lehetett: a zeneszerző kéziratai bizonyítják, hogy olykor kottamásolóként kisegítette bátyját. (Istvánffy Elek egyébként Győrben káplánként működött a későbbiekben.)
Benedek felsőbb fokú zenei tanulmányairól semmi biztosat nem tudunk. A zeneszerző egyik levelében egyértelműen utalt Széchenyi László anyagi segítségére, de nem világos, hogy kenyéradója volt-e vagy tanulmányait finanszírozta. Lehet, hogy Széchenyi László először kitaníttatta, majd szolgálatába fogadta a zeneszerzőt. A grófnak Sopronhorpácson volt birtoka, úgyhogy valószínű, hogy Benedek a soproni jezsuita gimnáziumban tanult. Ezt alátámasztja az is, hogy a Sopronban működött sziléziai származású zeneszerző, Johann Patzelt egyházzenei művei Istvánffy kézírásában maradtak fent. Istvánffy pedig nem igen találkozhatott máshol Patzelt műveivel, mint Sopronban vagy Kismartonban.
A jezsuiták soproni gimnáziuma és a kismartoni Esterházy udvar között évszázadokon át élénk zenei kapcsolat állt fent. A hercegek ispáni funkciójukban gyakran tartózkodtak Sopronban, ahol rezidenciát is fenntartottak. Az is előfordult, hogy gyermekeiket a jezsuitáknál taníttatták, gyakran az iskola dráma előadásaihoz is ők biztosították a zenekart. A soproni zenészeket is gyakran hívták Kismartonba: ők egészítették ki fúvósokkal az Esterházy család zenekarát. Több közvetett bizonyíték is arra utal, hogy Istvánffy Benedek is elkerült a hercegi udvarhoz.

### Kismartonban?
A győri székesegyház kottatára 144 olyan kéziratot őriz, amely magán viseli Istvánffy Benedek keze nyomát. E kéziratok közül összesen harminchárom Gregor Joseph Werner műveinek a másolata. Ő a legbővebben reprezentált zeneszerző abban a gyűjteményben, amellyel Istvánffy gazdagította a székesegyház kottatárát. Werner 1728-tól 1766-ban bekövetkezett haláláig volt az Esterházy-zenekar vezetője, munkásságának középpontjában az egyházzene állt. A fiatal Istvánffy Benedek az 1740/50-es években találkozhatott, az akkor már nagy tekintélyű mesterrel. Nincs rá közvetett bizonyíték, de elképzelhető, hogy Istvánffy Werner tanítványa volt. Zenei munkássága több ponton érintkezik Werner kompozícióival, sőt egyes esetekben úgy tűnik, hogy saját műveit csak kiegészítésként fűzte hozzá a német mester darabjaihoz. Werner két himnusz sorozatát is kiegészítette egy-egy, a német zeneszerző által meg nem zenésített szöveg feldolgozásával, illetve megkomponálta a hiányzó Gloria tételt a nagycsütörtökre írt miséjéhez. Werner műveinek a hatása Istvánffy más művein is érezhető.

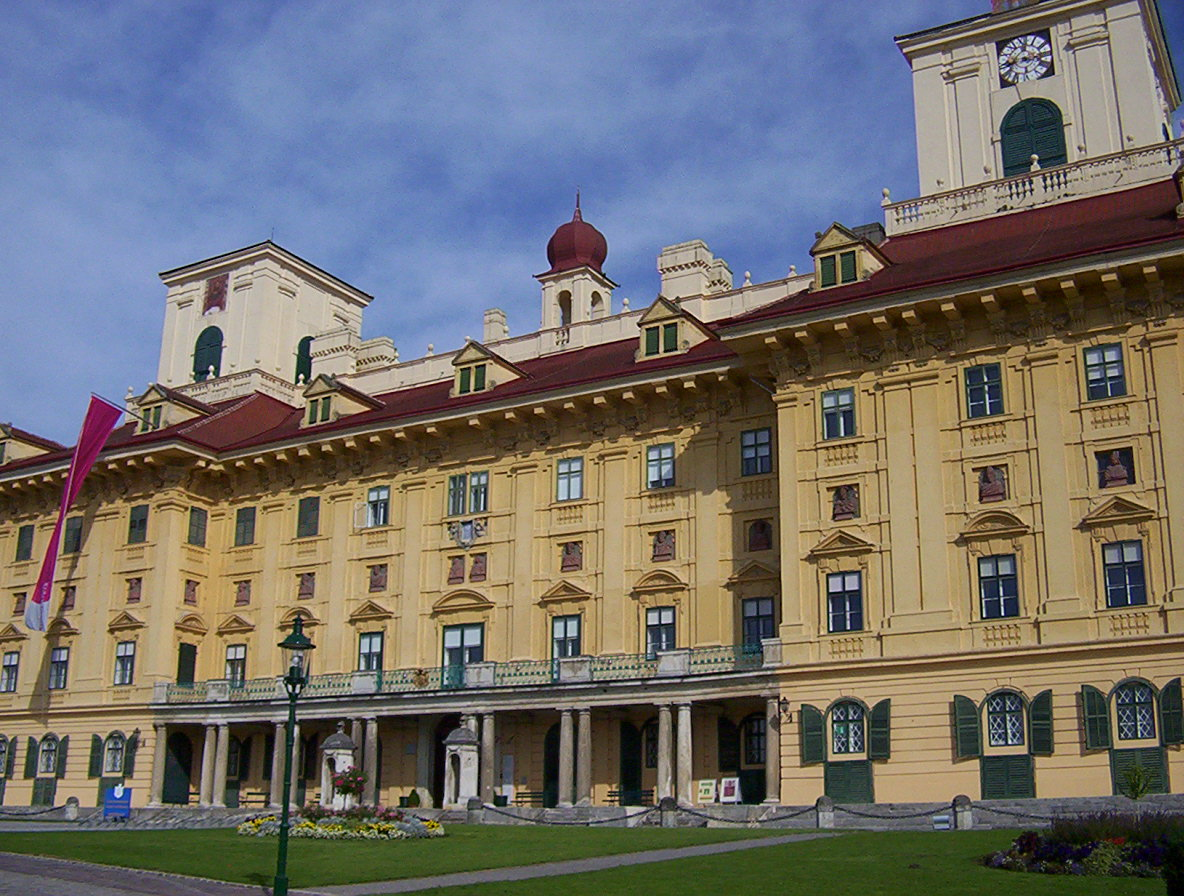
A kismartoni Esterházy-kastély

A győri székesegyház Istvánffy másolatai között egy Nápolyban és Madridban működött olasz zeneszerző Nicolo Conforto hét kompozíciója is fellelhető. Conforto művei ilyen mennyiségben egy német és osztrák könyvtárban sem maradtak fent és a közép-európai régióban Győrön kívül csak Kismartonban voltak ismertek. Ez azzal magyarázható, hogy Esterházy Pál Antal nápolyi követként személyesen is találkozott a komponistával, sőt, kantátákat rendelt tőle Mária Terézia születésnapjára. Haza utazásakor több Conforto mű másolatát is magával hozta. Istvánffy Benedek tehát nagy valószínűség szerint csak a kismartoni hercegi udvarban férhetett hozzá ezekhez a darabokhoz.
A Kismartonhoz fűződő szálak legfontosabb bizonyítékai azonban az 1999-ben, a kismartoni dóm kottatárából előkerült, addig ismeretlen Istvánffy kompozíciók voltak. A két terjedelmes offertórium azt mutatja, hogy Istvánffy nemcsak tanult a hercegi udvar zenészeitől, hanem meg is mutatta a városnak tehetségét. Győrön kívül kizárólag olyan településeken maradtak fent Istvánffy művek, amelyekhez bizonyíthatóan valamilyen személyes kapcsolat fűzte a zeneszerzőt.

### A Széchényiek szolgálatában
A zeneszerző fiatalkori éveinek egyetlen konkrét dokumentuma egy közbenjáró levél, amelyet gróf sárvár-felsővidéki Széchenyi László (1713-1760) írt padányi Biró Márton veszprémi püspöknek Istvánffy József érdekében. Ez a levél bizonyítja, hogy a komponista ekkor már a gróf soproni kápolnájának orgonistája volt. Istvánffy az 1750-es években házasodhatott meg: Kőmíves Katalint vette el, erre utal, hogy 1756-ban lányuk született, akit Franciska névre kereszteltek. Széchenyi László 1760-ban elhunyt és lehetséges, hogy a zeneszerző már egy évvel korábban Széchenyi Antal (1714-1767) szolgálatába lépett. A gróf 1758 előtt telepedett le Nagycenken, ahol kápolnát építtetett, így az is elképzelhető, hogy Istvánffy már 1758 előtt a gróf szolgálatába lépett.
Cenk is közel fekszik Kismartonhoz, így az Esterházy udvarral továbbra is tarthatta a kapcsolatot. Pályájának alakulásában fontos szerepet játszottak pártfogóinak rokoni kapcsolatai: családon belül egymásnak ajánlgatták a tehetséges muzsikust. Istvánffy Széchenyi Antal ajánlásával érkezett Győrbe, ahol meghallgatása volt a püspök és a káptalan előtt. A győri püspök pedig ekkor nem más volt, mint gróf Zichy Ferenc, Széchenyi Antal sógora. Érdekes, hogy a muzsikus meghallgatásra már 1764-ben sor került, de a magát az állást Istvánffy csak két évvel később, 1766 őszétől töltötte be ténylegesen. Ez valószínűleg azzal magyarázható, hogy a püspök már előre gondoskodni akart a székesegyház karnagyának, Mechler Andrásnak az utódjáról, aki 1764-ben 75. életévét öltötte be. Istvánffy 1764 májusában kapott írásos biztosítékot arról, hogy alkalmazni fogják a székesegyházban.
Győri működésének első írásos bizonyítéka pedig egy 1766. december 31-én keletkezett nyugta.

### A győri székesegyház karnagya
Az 1700-as évek második felében Győr, a dunántúli városok közül, az egyik legvirágzóbb kulturális életet mondhatta magáénak. A kultúra felvirágoztatásában mindig nagy szerepet játszottak a város püspökei, akik bőkezűen támogatták a művészeket. Széchényi György püspök még 1684-ben 17800 forintos alapítványt hozott létre az egyházi zenészek javadalmának biztosítására. Még Istvánffy megélhetését is ebből az összegből finanszírozták. A székesegyház karnagya egy tízfős zenekarral dolgozhatott, akik mellé szükség esetén kiegészítő zenészeket vettek fel. Győrnek nemcsak anyagi, hanem szellemi vonatkozásban is kapcsolatai voltak Kismartonnal: jó hangú fiú énekeseket például az Esterházy udvar segítségével toboroztak, olykor egyenesen Bécsből. Győr kedvező munkalehetőséget biztosíthatott a Bécsből érkező muzsikusoknak, szerves részévé válhatott a birodalom zenei életének.

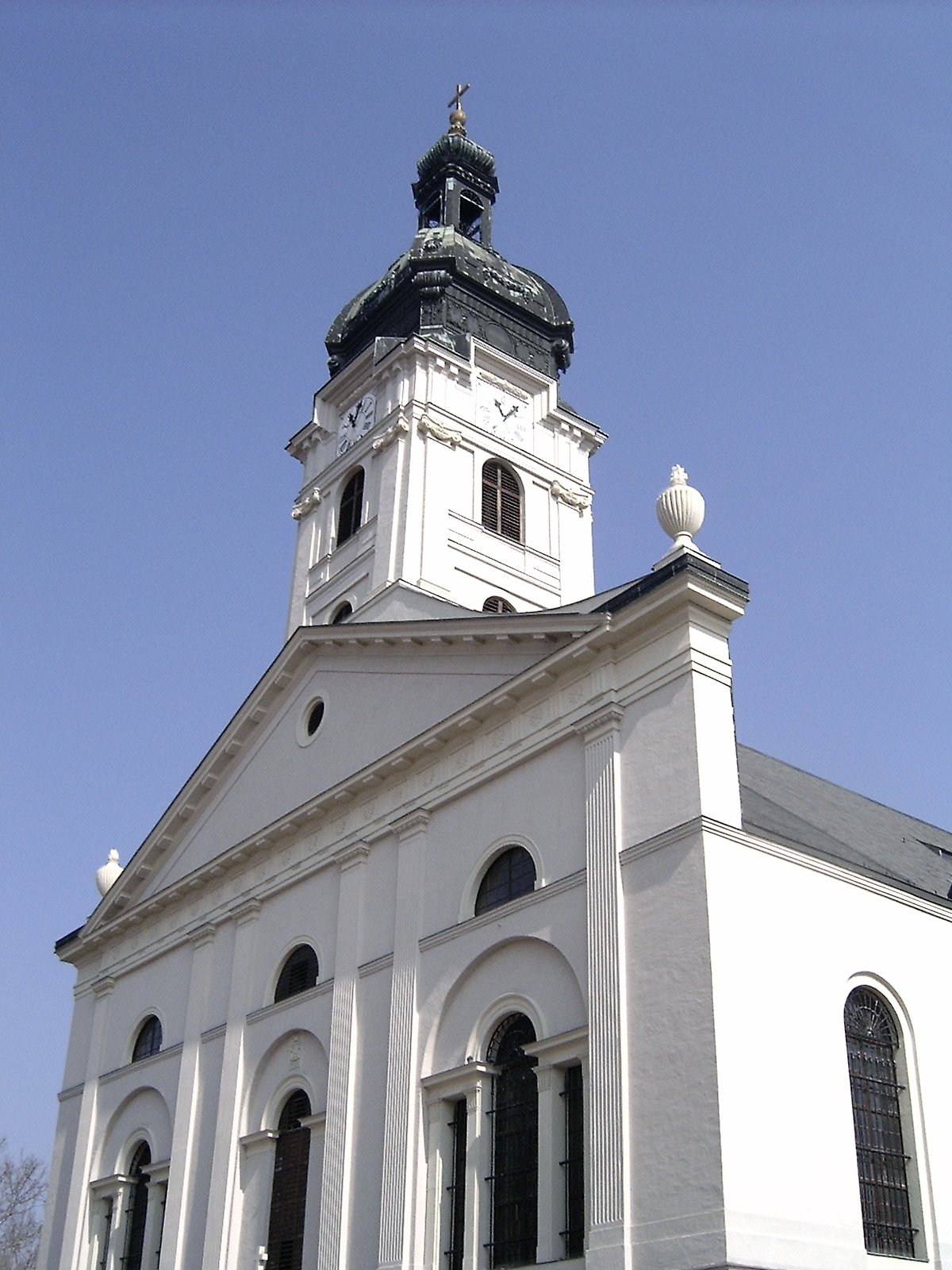
A győri bazilika homlokzata, ahol Istvánffy is működött

Mechler idején került sor a székesegyház restaurálására, melynek következtében a templom egy vadonatúj orgonát is kapott. Bemutatkozó próbajátékán 1764 májusában Istvánffy már ezt a hangszert használhatta. Karnagyi és orgonista minőségében kedvező anyagi feltételek tudott biztosítani családja számára és még szolgálati lakást is kapott. De ezekért a juttatásokért rendkívül szerteágazó feladatkört kellett ellátnia. Minden vasárnapon és ünnepnapon zenekar kíséretes misét adtak elő a székesegyházban, emellett a káptalan igyekezett fenntartani a teljes zsolozsma éneklésének középkori gyakorlatát is. Ezen alkalmakat is nap mint nap a karnagynak kellett vezetnie. Ezután a succentor (ez volt Istvánffy hivatalosan betöltött posztja) a kispapoknak adott énekórát, ezenkívül olykor a ferenceseknek is tett szolgálatokat. A karmeliták ugyanis nagyon szorgalmazták a modern egyházzenét, de nem rendelkeztek saját zenekarral. A székesegyház zenekara így olykor a ferenceseknél, esetenként a városi kórház kápolnájában, a gyakran megrendezett körmenetek alkalmával vagy a politikai eseményekhez kapcsolódó Te deum előadásokon egyaránt muzsikált.
Mindemellett Istvánffynak gondoskodnia kellett a repertoár felfrissítéséről is. Kottamásolatai rendkívüli zenei tájékozottságra vallanak. Bizonyíték van arra is, hogy a zeneszerző a kottatár mellett a zenekar hangszer állományát is megújította.
1771-ben Mária Terézia utasítására a raguzai domonkosok Bécsbe küldték Szent István jobb kezének maradványait, majd a császárnő egy látványos gesztussal visszaadta azt Magyarországnak. A Szent Jobbot Budára tartó körútja során Győrön is keresztül vitték. A székesegyházi körmenet, a Te Deum és az utána következő ünnepi mise zenei irányítása is Istvánffy feladata volt. 1774-ben tartották Zichy Ferenc püspök ötvenéves papi jubileumát, arany miséjét. Erre az alkalomra készült Istvánffy legnagyobb és egyetlen konkrét időponthoz köthető kompozíciója, a Missa Santaficabisa Annum Quinquagesimum, vel Sanctae Dorthea. A rendkívül nagy pompával megünnepelt eseményt egy német szemtanú is megörökítette naplójában s ebben a zeneszerző miséjéről is tett említést.
1773-ban Mária Terézia rendeletére feloszlatták a jezsuita rendet. A korábban a rend kezébe lévő győri Szent Ignác templom zenei együttesének az irányítását Istvánffy vette át. Sokat fáradozott azon, hogy fenntartsa a templom rendkívül színvonalas zenei életét, de munkájukért cserébe sem ő, sem zenészei nem kaptak állami fizetést. Ennek orvoslására 1775 októberében kérvényt nyújtott be a helytartótanácshoz. Ebben kérte, hogy a rend feloszlatása után létrehozott Tanulmányi Alapból rendezzék fizetésüket. Ebből a levélből van tudomásunk róla, hogy a volt jezsuita templom számára is írt zeneműveket, de nem tudjuk, hogy a fennmaradt művek között van-e olyan, amely a Szent Ignác templom számára íródott. Az is elképzelhető, hogy mindeddig lappangó művekről van szó. A zeneszerző kérése azonban nem talál meghallgatásra, ennek következtében a Szent Ignác templom zenészei a székesegyház szolgálatába álltak s az egykori jezsuita templom virágzó zenei élete 1776-ban megszakadt.
Istvánffy életének utolsó két évéről nem sokat tudunk. 1778 június 5-én vesztette el feleségét, majd október 25-én ő maga is meghalt.

## Az Istvánffy és az Erkel család kapcsolata
Az érdekesség kedvéért kövessük egy kicsit nyomon Istvánffy Benedek lányának történetét. Franciskát Krajtsovits András vette feleségül, aki zeneszerző apósa örökébe lépett a győri székesegyházban. Összesen kilenc gyermekük született, amelyek közül az egyiket szintén Franciska névre keresztelték. Őt 1811-ben Adler György zeneszerző és basszista vette feleségül, aki 1800-1827 között a győri székesegyház énekese volt. Adlerné Karaltsovits Franciska 1810-től maga is énekelt a székesegyház kórusában. Az Adler házaspárnak 1820 körül született Adél nevű lánya, akit nem más vett feleségül, mint Erkel Ferenc. A magyar nemzeti opera megteremtőjének tehát Istvánffy Benedek dédunokája volt a hitvese!

## Munkássága

### Az életmű problémái
Istvánffy Benedeknek jelenleg tizenkét kompozíciója ismert. Nem valószínű, hogy mindössze ez a néhány órányi zene lenne a szerző összes műve. Bár igaz az is, hogy győri karnagyi állása rendkívül sok feladattal járt, amelyek szinte az egész napját elvették Istvánffynak. Mivel kizárólag liturgikus zenét írt, az is feltételezhető, hogy zeneszerzői tevékenységét csak egyéb feladatai kiegészítésének fogta fel. Elképzelhető, hogy csak alkalmanként, szükségből komponált, mert a rendelkezésre álló repertoárban nem talált megfelelő darabot, vagy mert egy nagyobb szabású rendezvény azt megkívánta. Emellett a csekély zenei termés magyarázatára megemlíthető még rendkívül rövid életpályája (mindössze 45 év). Mindent összevetve azonban egyik feltételezés sem teszi minden tekintetben hihetővé, hogy csupán a ma ismert néhány zenemű alkotná zenei munkásságának gyümölcsét.
A fennmaradt darabok egyértelműen azt mutatják, hogy egy biztos kezű, gyakorlott komponistával állunk szemben, egy sok oldalú mesterrel, aki nemcsak alkalmi kirándulásokat tett a zeneszerzés területén. A kutatók tehát reménykednek újabb Istvánffy művek felbukkanásában.

### Istvánffy stílusa
Istvánffy művei ismert művei stilisztikai szempontból rendkívül különbözőek. Vannak olyan darabok, amelyek következetesen követik a barokk zene ellenpont technikáját és harmónia nyelvét, sőt, magán a barokk stíluson belül is egy archaizálóbb zenei nyelvet képviselnek. Ez valószínűleg Werner hatásának tulajdonítható. Emellett akadnak olyan darabjai is a mesternek, amelyek a korszak legkorszerűbb zenei nyelvezetét képviselték: a szonáta forma és a gáláns dallamosság jeleit hordozzák. Végül akadnak művek amelyek az érett barokk és az érett klasszika közti átmeneti korszak ismérveit mutatják.
Mint már említettem az egyetlenegy, Zichy Ferenc papi jubileumára írt mise kivételével egyetlenegy zeneművét sem keltezte Istvánffy. Első ránézésre a darabok stílus jegyei alapján könnyűnek mutatkozik egy kronológiai sorrend felállítása, de nem valószínű, hogy ez közelebb vinne a valósághoz. Ugyanis a korszak, amelyben Istvánffy alkotott, több stílus és írásmód együttélésének ideje. Különösen érvényes ez az egyházzenére, amely sok tekintetben konzervatívabbnak mutatkozott, mint a világi zene. A zeneszerzők olykor tudatosan komponáltak archaikusabb stílusban. Helyesebb tehát műfajilag, nem pedig kronologikusan csoportosítani Istvánffy Benedek műveit.

### A kisebb kompozíciók
A mester himnuszai és introitus tételei egy archaizálóbb stílusban készültek. A himnuszokban a vokális polifóniának (többszólamúság) jut a vezető szerep, de az introtiusok esetében már meghatározóbb a hangszeres fogantatás. Egyébként az introitus tételek többszólamú megzenésítése a korszakban már ritkaságnak számított. A Mária antifonák ezzel szemben a korszak kedvelt műfajának számítottak, Istvánffy ezen műveiben a hangszeres szólamok már teljesen felszabadulnak az énekszólamokkal szembeni alárendelt szerepükből és önálló motívumokat képviselnek. Ezek a zenekari részek a korabeli itáliai zene hatását mutatják.
A mester offertóriumai egy szóló és egy kórustétel párosából épülnek fel: a virtuóz énekszólamot egy örömteli kórus követi. Ez alól a felépítés alól csak a karácsonyi offertórium jelent kivételt. Egyébként a korszak egyházzenéjében az offertórium műfaja biztosította a zeneszerzők számára a legnagyobb formai szabadságot, az egyházi elöljárók még a gregorián szövegekhez sem ragaszkodtak. Így nem meglepő, ha Istvánffy életművében is az offertóriumok alkotják a legkorszerűbb hangvételű darabokat.

### Miséi
A mester két miséje közül a Szent Benedek mise kevésbé képviseli a műfaj monumentális kompozícióit, de így is a korabeli magyarországi egyházzenei termés legjavához tartozik. A Kyrie tétel egy hangszeres előjátékkal kezdődik. Már ebben a bevezetőben feltűnik a hegedű szólam virtuóz kezelése. A két mise Gloria tétele nagyon hasonló, ez a korszak szigorú alkotói előírásainak az eredménye. A Credo záró szakaszában a mesternek sikerült eredetien kezelnie a barokk ellenpont technika megszokott formanyelvét. A Benedictus diadalmas indulóként hat, míg az Agnus Dei tételt beszédszerű gesztusok és olaszos dallamosság jellemzi.
A Zichy püspök jubileumára írt mise esetében már a bevezető Kyrie tételben érezhetőek a zeneszerző monumentális törekvései. A tétel hármas tagolása egy jól kiegyensúlyozott harmónia tervet valósít meg. A hangszeres ritornell jól jellemzi a zeneszerző rokokó-kora klasszicista dallam képzését. A Gloria és a Credo tételekbe gregorián dallamokat komponált bele, pedig ez a mester más műveire nem jellemző. A Gloria gregorián dallamát egyetlen szólammá fogja össze. a Credo is egy gregorián dallam megzenésítésével kezdődik. A középkori dallamot ezúttal is egy harsonákkal erősített egy szólamú kórus szólaltatja meg. A Sanctus harmónia gazdagsága még az első tételt is felülmúlja. A zene számos váratlan, drámai és harmóniai fordulatot tartalmaz. A Benedictus a kis dallamokból építkező rokokó zene szép példája, ritornell legalább hét-nyolc motívumból áll össze. Az Agnus dei tétel esetében a zeneszerző a kor szokását követi abban, hogy a szöveg első szakaszát egy szólista adja elő, még a könyörgést a teljes kórusra bízza. A misét a Dona nobis pacem szavakra komponált monumentális fúga csendíti ki.

## Modern kiadások
- Church music works; szerk. Vavrinecz Veronika, bev. Vavrinecz Veronika, Dobszay László, ford. Mészáros Erzsébet; MTA ZTI, Budapest, 1984
- Missa "Sanctificabis annum quinquagesimum, vel Sanctae Dorotheae", 1774; szerk. Dobszay László, Sas Ágnes, bev. Farkas Zoltán, Sas Ágnes, ford. Mészáros Erzsébet; MTA ZTI, Budapest, 1995 (Musicalia Danubiana)
- Offertories Saint Benedict Mass; szerk. Sas Ágnes, Kim-Szacsvai Katalin, bev. Farkas Zoltán, Katalin Kim-Szacsvai, ford. Mészáros Erzsébet, Bánfalvi Judit; MTA ZTI, Budapest, 2002 (Musicalia Danubiana)